# Вірні серця
«Вірні серця» (рос. «Верные сердца») — радянський художній фільм 1959 року, знятий на студії «Моснаукфільм».

## Сюжет
Невелике судно захоплене штормом у море. При відсутності палива, без радіо боцман Пухов (Олексій Грибов) — голубівник-любитель — посилає двох голубів з повідомленням про тяжке становище буксира. Один з них — Пілот — долітає до землі. Команда врятована, а Пілота дарують московському школяреві, який брав участь у цьому важкому плаванні. Повернувшись до Москви, Костя організовує в школі гурток юних голубівників…

## У ролях
- Роза Макагонова — Оля Вєсєлова
- Олексій Грибов — Пухов
- Володимир Арьков — Костя Пухов
- Лев Борисов — Сергій Моргунов
- Валентин Абрамов — Петро Григорович Чуб
- Петро Рєпнін — Іван Степанович Морозов
- Борис Кордунов — Георгій Олександрович
- Павло Соловйов — Андрій
- Володимир Сілуянов — Вася
- Петро Мальцев — Женя
- Валентин Брилєєв — спекулянт
- Єлизавета Кузюріна — епізод
- Віктор Степанов — Алік
- Валентин Корольов — Володя
- М. Свєтлов — епізод
- Володимир Разумовський — епізод

## Знімальна група
- Режисер — Борис Долін
- Сценаристи — Михайло Вітухновський, Борис Долін
- Оператори — Яків Діхтер, Аркадій Міссюра
- Композитор — Василь Соловйов-Сєдой
- Художники — Артем Андріасян, Георгій Рожалін